# Movistar (El Salvador)
Movistar (legalmente Telefonica Móviles El Salvador, S.A. de C.V.) es una filial General International Telecom en El Salvador. Opera dentro del país a través de diversas filiales, como son "Telefónica Móviles El Salvador" y "Movistar Empresas".
El 6 de noviembre de 2019, el trámite de la concentración por parte de la empresa mexicana América Móvil fue aceptado por La Superintendencia de Competencia (SC) del gobierno de El Salvador, lo cual dio paso al inicio del análisis de la posible compra. Hasta marzo de 2020 la Superintendencia de Competencia aún no ha publicado el fallo final sobre la solicitud de concentración de las dos compañías. Después de tres intentos fallidos, la mexicana América Móvil, propietaria de Claro, y Telefónica S. A., de origen español, han anunciado que cancelaron el acuerdo de la compra del 99.3 % de las operaciones de Movistar en El Salvador.

## Empresas relacionadas
Movistar en El Salvador está estructurada por:
- Telefónica Móviles El Salvador: se ocupa del sector de telefonía móvil y datos móviles.
- Movistar Empresas: centrado en servicios para grandes empresas y PYMES.
- Movistar International Wholesale Services: Servicios para operadores de telecomunicaciones.
- Terra Networks El Salvador: Portal de Internet y Proveedor de Contenidos.

## Fundación
La Fundación Telefónica fue creada en 1998 por acuerdo de la Junta General de Accionistas de Telefónica, con el objetivo de articular la acción social y cultural en los países en los que están presentes las empresas del Grupo Telefónica. El compromiso social de la Fundación se orienta a través de acciones y proyectos en los que intervienen las tecnologías de la información. Desde el año 2004 es un patrocinador oficial del evento Teletón El Salvador.